# Lliga peruana de futbol
La Lliga Peruana de Futbol o Liga 1 Betsson per motius de patrocini, també anomenada Campeonato Descentralizado o Campeonato Nacional perquè es juga a tot el país, és la màxima competició peruana de futbol.
Actualment es disputa en dos torneigs, el Campionat d'Obertura es juga de febrer a juliol i el de Clausura, d'agost a desembre. Els campions s'enfronten en una final a partits d'anada i tornada per a definir al campió nacional. Perden la categoria els dos equips que, sumant els punts assolits en ambdós campionats, obtenen la menor puntuació acumulada.

## Història

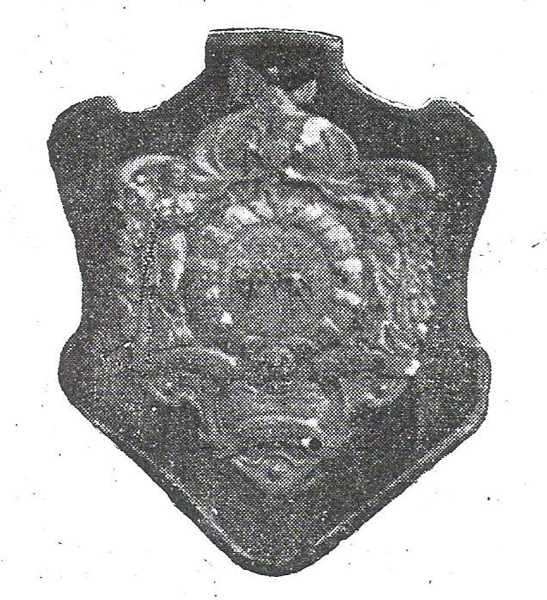
Trofeu Escudo Dewar (1912-1921).

La lliga peruana de futbol va ser creada el 27 de febrer de 1912. En un inici només comptava amb equips de la ciutat de Lima. Fins al 1921 aquesta lliga va organitzar l'anomenat Campionat Peruà. Discrepàncies respecte a l'organització van causar que de 1922 a 1925 no es dugués endavant el torneig. La creació de la Federació Peruana de Futbol va calmar els problemes i des de 1926 aquesta organitzà els torneigs oficials, amb la participació ja d'equips del Callao. Àdhuc en aquesta època els torneigs eren de nivell amateur.
El torneig de 1926 va comptar amb la participació d'onze equips, no obstant alguns es van retirar de la lliga a meitat de la temporada. El guanyador va ser l'Sport Progreso en obtenir quatre victòries i dos empats. El 1927, el nombre d'equips va disminuir a vuit i igual que a la campanya anterior no es va disputar completament. Alianza Lima va quedar en primer lloc i va aconseguir el seu tercer títol després de guanyar tres partits de set per disputar.

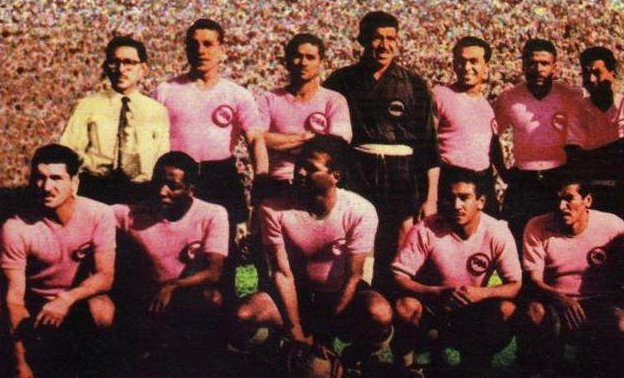
Sport Boys el 1951

El 1951 s'inicia, al Perú l'era del futbol professional. Durant tot aquest temps, al Perú existien diverses lligues diferents, ja que l'organitzada per la Federació només incloïa a equips de la capital i del primer port del país (Lima i Callao). Els equips de l'interior jugaven la seva pròpia lliga totalment desvinculada d'aquesta.

### Campionat Descentralitzat
L'any 1966 la Federació organitza el primer torneig nacional i convida a participar en la lliga als equips més destacats de l'interior del país. S'inicia així el Campionat Descentralitzat, nom que va tenir fins al 2019.
El 1966, la primera lliga nacional es va formar amb els 10 professionals amb seu a Lima equips que han jugat a la Lliga Provincial de Futbol de Lima i quatre equips de diferents parts del país, incloent Atlético Grau de Piura, Melgar d'Arequipa, Alfonso Ugarte de Chiclín de Trujillo, i Octavio Espinosa d'Ica. Els organitzadors van decidir que el millor equip classificat dels quatre convidats seguís a la primera divisió, mentre que els altres tres perdrien la categoria. Atlético Grau va culminar en la sisena posició per la qual cosa es va mantenir a la primera divisió. Universitario de Deportes va ser el guanyador del campionat. Amb el nou campionat nacional, la Copa Perú va ser creada per promoure els clubs de l'interior del país juntament amb la Segona Divisió que va promoure equips de Lima i Callao. La primera Copa Perú es va disputar el 1967 (abans de l'inici del Descentralitzat) portant de tornada a la màxima categoria l'Alfonso Ugarte i Octavio Espinosa (campió i subcampió), a més del Juan Aurich de Chiclayo i Melgar que van finalitzar al tercer i quart lloc respectivament. En 1967, el Club Universitario va tornar a ser campió.
El 1984 es va reorganitzar el campionat dividint el territori peruà en regions (Nord, Sud, Orient, Centre) elevant-se el nombre d'equips professionals a més de 60 en tot el país. A l'inici de la temporada, cada regió jugava el seu campionat regional. Paral·lelament es jugava el Campionat Metropolità únicament entre els equips de Lima i El Callao. Finalment els millors equips de cada Regional i el Metropolità jugaven en modalitat "tots contra tots" el Campionat Nacional d'on sortia el campió.
El 1992 es va eliminar el sistema anterior i es va jugar un únic Campionat Descentralitzat en el qual van participar únicament 16 equips. En el primer any es van convidar als vuit equips de Lima i Callao que havien ocupat els primers llocs en el Metropolità de 1991 (Alianza Lima, Universitario de Deportes, Sporting Cristal, Sport Boys Association, Defensor Lima, Deportivo Municipal, San Agustín i Hijos de Yurimaguas) i els equips que van ocupar els primers llocs en cadascun dels Campionats Regionals del 1991 (Nord: Alianza Atlético de Sullana, UTC de Cajamarca i Carlos A. Mannucci de Trujillo, Orient: CNI, Centre: León de Huánuco i Unión Minas de Cerro de Pasco, Sud: Cienciano del Cusco i FBC Melgar d'Arequipa).
A partir de 1997 en van començar a disputar els Tornejos d'Apertura i Clausura amb un play-off final per definir el campionat nacional. Per als campions d'aquests torneigs per separat podeu veure l'article Torneigs d'Apertura i Clausura peruans.

## Historial
Font:

### Liga Peruana de Football (1912-1921)
| Any  | Campió                      | Notes  |
| ---- | --------------------------- | ------ |
| 1912 | Lima Cricket FBC (1)        | [ 13 ] |
| 1913 | Club Jorge Chávez Nr. 1 (1) | [ 14 ] |
| 1914 | Lima Cricket FBC (2)        | [ 15 ] |
| 1915 | Sport José Gálvez (1)       | [ 16 ] |
| 1916 | Sport José Gálvez (2)       | [ 17 ] |
| 1917 | Sport Juan Bielovucic (1)   | [ 18 ] |
| 1918 | Sport Alianza (1)           | [ 19 ] |
| 1919 | Sport Alianza (2)           | [ 20 ] |
| 1920 | Sport Inca (1)              | [ 21 ] |
| 1921 | Sport Progreso (1)          | [ 22 ] |

### Amateur Lima & Callao (1926-1950)
| Any  | Campió                        | Notes  |
| ---- | ----------------------------- | ------ |
| 1926 | Sport Progreso (2)            | [ 23 ] |
| 1927 | Sport Alianza (3)             | [ 7 ]  |
| 1928 | Alianza Lima (4)              | [ 24 ] |
| 1929 | Universitario de Deportes (1) | [ 25 ] |
| 1930 | Atlético Chalaco (1)          | [ 26 ] |
| 1931 | Alianza Lima (5)              | [ 27 ] |
| 1932 | Alianza Lima (6)              | [ 28 ] |
| 1933 | Alianza Lima (7)              | [ 29 ] |
| 1934 | Universitario de Deportes (2) | [ 30 ] |
| 1935 | Sport Boys (1)                | [ 31 ] |
| 1937 | Sport Boys (2)                | [ 32 ] |
| 1938 | Deportivo Municipal (1)       | [ 33 ] |
| 1939 | Universitario de Deportes (3) | [ 34 ] |
| 1940 | Deportivo Municipal (2)       | [ 35 ] |
| 1941 | Universitario de Deportes (4) | [ 36 ] |
| 1942 | Sport Boys (3)                | [ 37 ] |
| 1943 | Deportivo Municipal (3)       | [ 38 ] |
| 1944 | Mariscal Sucre (1)            | [ 39 ] |
| 1945 | Universitario de Deportes (5) | [ 40 ] |
| 1946 | Universitario de Deportes (6) | [ 41 ] |
| 1947 | Atlético Chalaco (2)          | [ 42 ] |
| 1948 | Alianza Lima (8)              | [ 43 ] |
| 1949 | Universitario de Deportes (7) | [ 44 ] |
| 1950 | Deportivo Municipal (4)       | [ 45 ] |

### Profesional (1951-Actualitat)

#### Lima & Callao (1951-1965)
| Any  | Campió                         | Notes  |
| ---- | ------------------------------ | ------ |
| 1951 | Sport Boys (4)                 | [ 46 ] |
| 1952 | Alianza Lima (9)               | [ 47 ] |
| 1953 | Mariscal Sucre (2)             | [ 48 ] |
| 1954 | Alianza Lima (10)              | [ 49 ] |
| 1955 | Alianza Lima (11)              | [ 50 ] |
| 1956 | Sporting Cristal (1)           | [ 51 ] |
| 1957 | Centro Iqueño (1)              | [ 52 ] |
| 1958 | Sport Boys (5)                 | [ 53 ] |
| 1959 | Universitario de Deportes (8)  | [ 54 ] |
| 1960 | Universitario de Deportes (9)  | [ 55 ] |
| 1961 | Sporting Cristal (2)           | [ 56 ] |
| 1962 | Alianza Lima (12)              | [ 56 ] |
| 1963 | Alianza Lima (13)              | [ 57 ] |
| 1964 | Universitario de Deportes (10) | [ 58 ] |
| 1965 | Alianza Lima (14)              | [ 59 ] |

#### Descentralitzat (1966-2018)
| Any  | Campió                         | Notes   |
| ---- | ------------------------------ | ------- |
| 1966 | Universitario de Deportes (11) | [ 9 ]   |
| 1967 | Universitario de Deportes (12) | [ 11 ]  |
| 1968 | Sporting Cristal (3)           | [ 60 ]  |
| 1969 | Universitario de Deportes (13) | [ 61 ]  |
| 1970 | Sporting Cristal (4)           | [ 62 ]  |
| 1971 | Universitario de Deportes (14) | [ 63 ]  |
| 1972 | Sporting Cristal (5)           | [ 64 ]  |
| 1973 | Defensor Lima (1)              | [ 65 ]  |
| 1974 | Universitario de Deportes (15) | [ 66 ]  |
| 1975 | Alianza Lima (15)              | [ 67 ]  |
| 1976 | Unión Huaral (1)               | [ 68 ]  |
| 1977 | Alianza Lima (16)              | [ 69 ]  |
| 1978 | Alianza Lima (17)              | [ 70 ]  |
| 1979 | Sporting Cristal (6)           | [ 71 ]  |
| 1980 | Sporting Cristal (7)           | [ 72 ]  |
| 1981 | FBC Melgar (1)                 | [ 73 ]  |
| 1982 | Universitario de Deportes (16) | [ 74 ]  |
| 1983 | Sporting Cristal (8)           | [ 75 ]  |
| 1984 | Sport Boys (6)                 | [ 76 ]  |
| 1985 | Universitario de Deportes (17) | [ 77 ]  |
| 1986 | San Agustín (1)                | [ 78 ]  |
| 1987 | Universitario de Deportes (18) | [ 79 ]  |
| 1988 | Sporting Cristal (9)           | [ 80 ]  |
| 1989 | Unión Huaral (2)               | [ 81 ]  |
| 1990 | Universitario de Deportes (19) | [ 82 ]  |
| 1991 | Sporting Cristal (10)          | [ 83 ]  |
| 1992 | Universitario de Deportes (20) | [ 84 ]  |
| 1993 | Universitario de Deportes (21) | [ 85 ]  |
| 1994 | Sporting Cristal (11)          | [ 86 ]  |
| 1995 | Sporting Cristal (12)          | [ 87 ]  |
| 1996 | Sporting Cristal (13)          | [ 88 ]  |
| 1997 | Alianza Lima (18)              | [ 89 ]  |
| 1998 | Universitario de Deportes (22) | [ 90 ]  |
| 1999 | Universitario de Deportes (23) | [ 91 ]  |
| 2000 | Universitario de Deportes (24) | [ 92 ]  |
| 2001 | Alianza Lima (19)              | [ 93 ]  |
| 2002 | Sporting Cristal (14)          | [ 94 ]  |
| 2003 | Alianza Lima (20)              | [ 95 ]  |
| 2004 | Alianza Lima (21)              | [ 96 ]  |
| 2005 | Sporting Cristal (15)          | [ 97 ]  |
| 2006 | Alianza Lima (22)              | [ 98 ]  |
| 2007 | Universidad San Martín (1)     | [ 99 ]  |
| 2008 | Universidad San Martín (2)     | [ 100 ] |
| 2009 | Universitario de Deportes (25) | [ 101 ] |
| 2010 | Universidad San Martín (3)     | [ 102 ] |
| 2011 | Juan Aurich (1)                | [ 103 ] |
| 2012 | Sporting Cristal (16)          | [ 104 ] |
| 2013 | Universitario de Deportes (26) | [ 105 ] |
| 2014 | Sporting Cristal (17)          | [ 106 ] |
| 2015 | FBC Melgar (2)                 | [ 107 ] |
| 2016 | Sporting Cristal (18)          | [ 108 ] |
| 2017 | Alianza Lima (23)              | [ 109 ] |
| 2018 | Sporting Cristal (19)          | [ 110 ] |

#### Liga 1 (2019-Actualitat)
| Any  | Campió                         | Notes   |
| ---- | ------------------------------ | ------- |
| 2019 | Deportivo Binacional (1)       | [ 111 ] |
| 2020 | Sporting Cristal (20)          | [ 112 ] |
| 2021 | Alianza Lima (24)              | [ 113 ] |
| 2022 | Alianza Lima (25)              | [ 114 ] |
| 2023 | Universitario de Deportes (27) |         |
| 2024 | Universitario de Deportes (28) |         |

## Títols per club
| Equip                     | Títols | Subtítols | Campionats Obtinguts                     | Campionats Obtinguts                     | Campionats Obtinguts                                                                                             | Campionats Obtinguts     |
| Equip                     | Títols | Subtítols | Lliga Peruana de Futbol Lima (1912-1921) | Amateur Lima & Callao (1926-1950)        | Professional Lima & Callao (1951-1965) Descentralitzat (1966-2018)                                               | Liga 1 (2019-Actualitat) |
| ------------------------- | ------ | --------- | ---------------------------------------- | ---------------------------------------- | --- | ------------------------ |
| Universitario de Deportes | 28     | 15        |                                          | 1929, 1934, 1939, 1941, 1945, 1946, 1949 | 1959, 1960, 1964, 1966, 1967, 1969, 1971, 1974, 1982, 1985, 1987, 1990, 1992, 1993, 1998, 1999, 2000, 2009, 2013 | 2023, 2024               |
| Alianza Lima              | 25     | 22        | 1918, 1919                               | 1927, 1928, 1931, 1932, 1933, 1948       | 1952, 1954, 1955, 1962, 1963, 1965, 1975, 1977, 1978, 1997, 2001, 2003, 2004, 2006, 2017                         | 2021, 2022               |
| Sporting Cristal          | 20     | 15        |                                          |                                          | 1956, 1961, 1968, 1970, 1972, 1979, 1980, 1983, 1988, 1991, 1994, 1995, 1996, 2002, 2005, 2012, 2014, 2016, 2018 | 2020                     |
| Sport Boys                | 6      | 9         |                                          | 1935, 1937, 1942                         | 1951, 1958, 1984                                                                                                 |                          |
| Deportivo Municipal       | 4      | 8         |                                          | 1938, 1940, 1943, 1950                   | |                          |
| Universidad San Martín    | 3      | 0         |                                          |                                          | 2007, 2008, 2010                                                                                                 |                          |
| Lima Cricket FC           | 2      | 1         | 1912, 1914                               |                                          | |                          |
| Sport José Gálvez         | 2      | 0         | 1915, 1916                               |                                          | |                          |
| Sport Progreso            | 2      | 1         | 1921, 1926                               |                                          | |                          |
| Atlético Chalaco          | 2      | 4         |                                          | 1930, 1947                               | |                          |
| Mariscal Sucre            | 2      | 2         |                                          | 1944                                     | 1953 |                          |
| Unión Huaral              | 2      | 1         |                                          |                                          | 1976, 1989 |                          |
| Melgar                    | 2      | 3         |                                          |                                          | 1981, 2015 |                          |
| Club Jorge Chávez Nr. 1   | 1      | 2         | 1913                                     |                                          | |                          |
| Sport Juan Bielovucic     | 1      | 0         | 1917                                     |                                          | |                          |
| Sport Inca                | 1      | 0         | 1920                                     |                                          | |                          |
| Centro Iqueño             | 1      | 0         |                                          |                                          | 1957 |                          |
| Defensor Lima             | 1      | 0         |                                          |                                          | 1973 |                          |
| San Agustín               | 1      | 0         |                                          |                                          | 1986 |                          |
| Juan Aurich               | 1      | 2         |                                          |                                          | 2011 |                          |
| Deportivo Binacional      | 1      | 0         |                                          |                                          | | 2019                     |

## Partits clàssics
Alianza Lima - Universitario de Deportes
La primera trobada oficial es va disputar el 23 de setembre del 1928, quan Universitario es va imposar per 1-0. El matx va ser suspès nou minuts abans de complir-se el temps reglamentari, ja que Alianza Lima s'havia quedat amb sis futbolistes menys.
Alianza Lima i Universitario es van enfrontar en 367 oportunitats, Alianza ha aconseguit 141 victòries, mentre que la U ha aconseguit 123 triomfs.
Alianza Lima - Sporting Cristal
Els partits entre aquests dos equips tenen com a escenari, dos estadis: l'Estadi Alejandro Villanueva i l'Estadi Nacional del Perú.
El 1956 es van enfrontar per primera vegada, va ser victòria d'Alianza Lima 2-1.

## Segona categoria
La segona categoria del Perú consta de dos campionats paral·lels que són:
- La Segona Divisió.
- La Copa Perú.

Els campions d'ambdós torneigs ascendeixen a la primera divisió.

## Altres competicions
- Copa peruana de futbol, competicions per eliminatòries.
- Campionats regionals peruans de futbol.
- Torneigs d'Apertura i Clausura peruans.
- Campeonato Nacional de Fútbol, per a seleccions provincials (1928-1980).
- Campeonato de Apertura del Perú, organitzat per la Asociación No Amateur (ANA) (1945-1969).